# Казанова Саті Сетгаліївна
Сатане́й (Саті́) Сетгалі́ївна Каза́нова (нар. 2 жовтня 1982, село Верхній Куркужин, Баксанський район Кабардино-Балкарія, РРФСР) — російська співачка кабардинського походження, колишня солістка російської жіночої групи «Фабрика» (з грудня 2002 р. по травень 2010).

## Сім'я
- Батько — Сетгалій Талостанович Казанов
- Мати — Фатіма Ісмаїлівна Казанова
- Сестра — Світла Сетгаліївна Казанова
- Сестра — Мар'яна Сетгаліївна Казанова
- Сестра — Мадіна Сетгаліївна Казанова

## Освіта
Неповна вища.
Навчалася в Російській академії музики імені Гнесіних.